# Desert Hills
Desert Hills és una concentració de població designada pel cens dels Estats Units a l'estat d'Arizona. Segons el cens del 2000 tenia 2.183 habitants.

## Demografia
Segons el cens del 2000, Desert Hills tenia 2.183 habitants, 997 habitatges, i 677 famílies La densitat de població era de 179 habitants/km².
Dels 997 habitatges en un 17,8% hi vivien nens de menys de 18 anys, en un 55,7% hi vivien parelles casades, en un 7,5% dones solteres, i en un 32% no eren unitats familiars. En el 25,2% dels habitatges hi vivien persones soles el 12,8% de les quals corresponia a persones de 65 anys o més que vivien soles. El nombre mitjà de persones vivint en cada habitatge era de 2,19 i el nombre mitjà de persones que vivien en cada família era de 2,54.
Per edats la població es repartia de la següent manera: un 16,6% tenia menys de 18 anys, un 5% entre 18 i 24, un 19,9% entre 25 i 44, un 31,1% de 45 a 60 i un 27,4% 65 anys o més.
L'edat mediana era de 52 anys. Per cada 100 dones de 18 o més anys hi havia 99,5 homes.
La renda mediana per habitatge era de 26.678 $ i la renda mediana per família de 32.685 $. Els homes tenien una renda mediana de 21.690 $ mentre que les dones 20.433 $. La renda per capita de la població era de 14.322 $. Aproximadament el 10,5% de les famílies i el 14,1% de la població estaven per davall del llindar de pobresa.

## Poblacions properes
El següent diagrama mostra les poblacions més properes.